# 塞康第-塔科拉迪
塞康第-塔科拉迪（英語：Sekondi-Takoradi）是西非國家加納第四大城市，也是西部地區的首府，位於該國西面部幾內亞灣，主要工業有木材、膠合板、香煙、造船和鐵路維修，是該國的工業和商業中心，2005年人口335,000。

## 外部連結
- mytakoradi.com
- Ghana-pedia webpage - Takoradi
- Western Basketball League Results
- Cities in Ghana （页面存档备份，存于）
- MSN Map[永久]

04°55′N 01°46′W / 4.917°N 1.767°W